# Carmen Iohannis
Carmen Iohannis, née Carmen Georgeta Lăzurcă le 2 novembre 1960 à Reghin, est l'épouse depuis 1989 de Klaus Iohannis, président de la Roumanie de 2014 à 2025. Ils se sont rencontrés durant leurs études à l'université de Cluj.

## Biographie
Carmen Lăzurcă-Iohannis est issue d'une famille d'enseignants et elle est elle-même professeure d'anglais au Collège national Gheorghe Lazăr de Sibiu. Elle se déclare croyante et fidèle de l'Église grecque-catholique roumaine. 
Sans remettre en cause la forme républicaine de l'État roumain, Carmen Iohannis a aussi déclaré qu'elle souhaite voir réhabiliter les familles persécutées en raison de leur appartenance à la noblesse roumaine ainsi que la maison de Hohenzollern-Sigmaringen qui a régné 80 ans sur la Roumanie entre 1866 et 1947, ce que le Parlement roumain, à majorité social-démocrate, admet à compte-gouttes.